# Ceratonykus
Ceratonykus is een geslacht van theropode dinosauriërs, behorend tot de groep van de Alvarezsauridae, dat tijdens het late Krijt leefde in het gebied van het huidige Mongolië.

## Vondst en naamgeving
In 2003 vond een preparateur van het Paleontologisch Centrum van de Mongoolse Academie van Wetenschappen, Otchoon Zjargal, tijdens een Russisch-Mongoolse expeditie bij Chermiin Tsav een skelet van een kleine theropode.
De typesoort Ceratonykus oculatus is in 2009 benoemd en beschreven door Wladimir Alifanov en Rinchen Barsbold. De geslachtsnaam, afgeleid van het Klassiek Griekse keras, "hoorn" en onyx, "klauw", verwijst naar de kenmerken van de hand; dat de spelling "nykus" in plaats van "nychus" gebruikt wordt, is naar analogie met de verwante alvarezsauride Mononykus. De soortaanduiding oculatus betekent "scherpziend" in het Latijn, een verwijzing naar de grote oogkassen.
Het fossiel, holotype MPD 100/120, gevonden in de Baroengojotformatie (Campanien - Maastrichtien, 70 miljoen jaar oud) bestaat uit een fragmentarisch skelet. Bewaard gebleven zijn: de schedel waarvan alleen de snuit en het achterste deel ontbreekt, drie nekwervels, drie staartwervels, een chevron, een gekield borstbeen, het bovenstuk van een bovenarmbeen, een ravenbeksbeen, wat polsbeenderen met daarop uitstekende korte "sporen" waarnaar de geslachtsnaam verwijst, een middenhandsbeentje, het achterste stuk van een darmbeen, het bovenstuk van een dijbeen, een scheenbeen en twee voeten.

## Beschrijving
Ceratonykus heeft, volgens een schatting van Gregory S. Paul uit 2010, een lengte van zestig centimeter en een gewicht van één kilogram.
De schedel bevat ook een natuurlijk afgietsel van de inhoud en daaruit blijkt dat deze, hoewel tamelijk langwerpig en laag, naar de opvatting van de beschrijvers zeer vogelachtig was.
In 2009 werden enkele onderscheidende kenmerken gegeven die ook na latere vondsten van verwanten nog uniek zijn. Het bovenste slaapvenster is korter dan bij Shuvuuia 27 % van de lengte van het voorhoofdsbeen beslaand in plaats van 33 %. De voorhoofdsbeenderen zijn langgerekter dan bij Shuvuuia, waarbij de breedte 30 % van de lengte bedraagt in plaats van de helft. De prefrontalia raken elkaar op een middenlijn. De processus basipterygoidei hebben twee derden van de hoogte van de quadrata. Het buitenste zijvenster van de onderkaak heeft een uitholling die naar voren over het dentarium uitloopt. De voorrand van het buitenste zijvenster van de onderkaak is afgerond. De voorste staartwervels zijn overdwars afgeplat. In zijaanzicht is het dijbeen sterk gebogen. Het onderbeen is zeer langgerekt met bijna tweemaal de lengte van het dijbeen. Op het scheenbeen strekt de crista cnemialis zich niet ver naar onderen uit. De middenvoet is zeer langgerekt, een derde langer dan het dijbeen. 
Het dijbeen is relatief kort.

## Fylogenie
De beschrijvers plaatsten Ceratonykus in de Mononykinae, zelf deel van de Parvicursoridae die weer deel zouden uitmaken van de Alvarezsauria. Dit is niet een indeling die veel gevolgd wordt: meestal plaatst men de Mononykinae binnen de Alvarezsauridae. De beschrijvers houden het voor mogelijk, een hypothese die eerder in het begin van de jaren negentig al populair was, dat deze Alvarezsauria tot de Aves (vogels) behoren. Ze denken, zij het niet op basis van een exacte kladistische analyse, ook dat de Alvarezsauria in het algemeen en Ceratonykus eigenschappen vertonen die een plaatsing binnen de Theropoda uitsluiten — zo menen ze dat de "sporen" homoloog zijn aan de vierde en vijfde vinger die (althans geavanceerde) theropoden verloren hadden — en dat dit bewijst dat ook vogels geen theropoden zijn. Dit is een standpunt dat door weinigen gedeeld wordt.

## Levenswijze
Ceratonykus leefde, als de gangbare veronderstellingen over het dieet van de Alvarezsauridae correct zijn, van insecten.